# Église du christianisme céleste
Pour les articles homonymes, voir ECC.
L'Église du christianisme céleste (ECC) est une Église d'institution africaine fondée par le pasteur Samuel Biléou Joseph Oshoffa le 29 septembre 1947 à Porto-Novo (Bénin). Principalement implantée en Afrique au départ, elle est actuellement présente partout dans le monde même si elle reste concentrée dans les communautés d'origine africaine, particulièrement béninoises et nigérianes. C'est une des Églises les plus importantes issues du mouvement aladura. En 2001, elle était la deuxième Église du Bénin par le nombre de ses pratiquants (près d'un demi million).

## Histoire

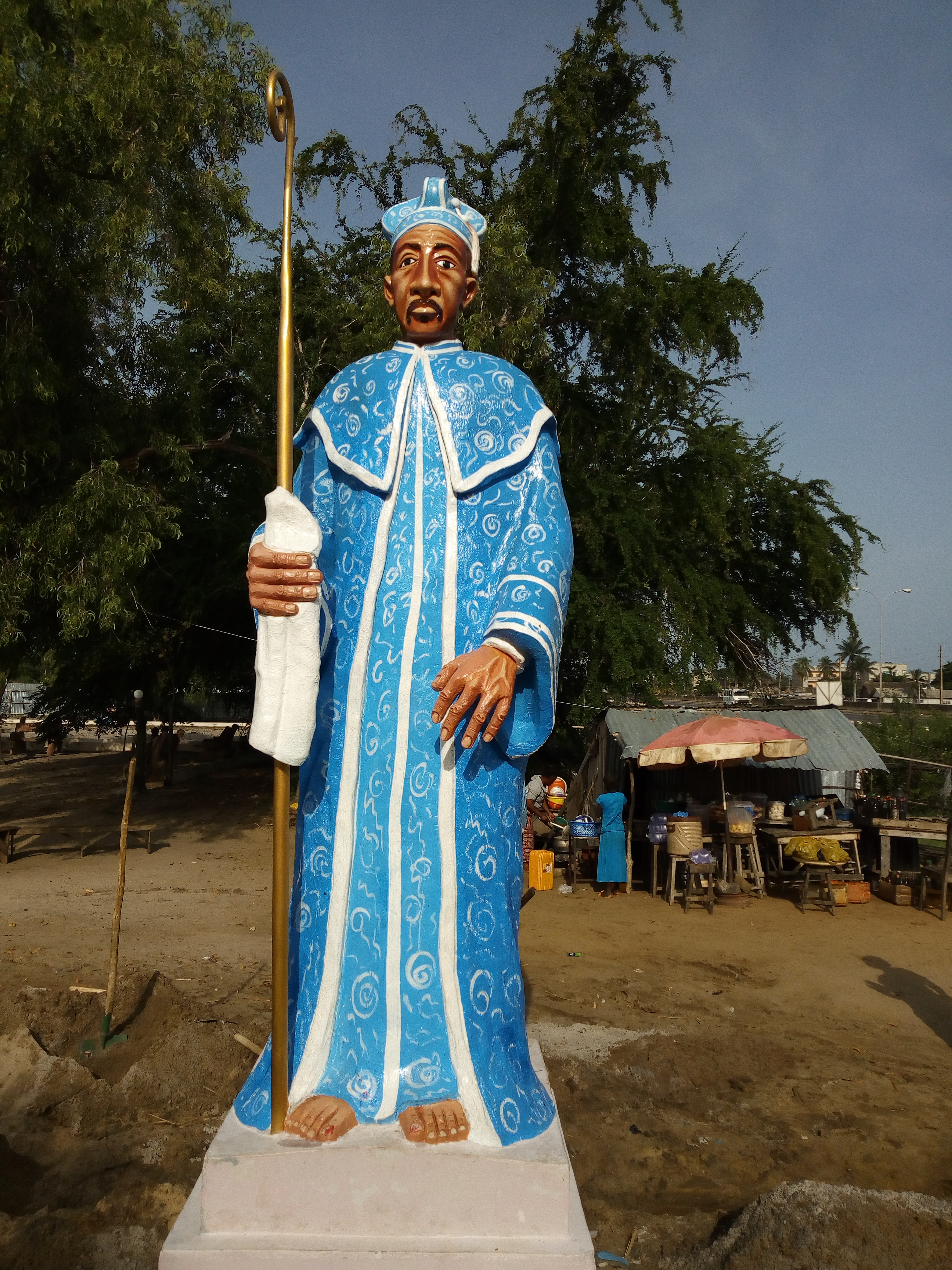
Statue du prophète OSHOFFA érigé à Sème Podji fondateur de l'église du Christianisme Céléste

Le mouvement a été fondé par Samuel Bilewu Joseph Oshoffa, un ancien charpentier né au Dahomey (actuel Bénin) en 1909. Éduqué dans la religion protestante (pentecôtisme), il aurait eu une révélation divine le 23 mai 1947, au cours d'une éclipse solaire, dans une forêt où il s'était perdu. Le 29 septembre 1947 il s'est senti appelé à fonder une nouvelle église,.
Il se sentit appelé à prier, à guérir les malades et à ressusciter les morts et fonda son église en septembre 1947. Considéré comme prophète, révérend, pasteur et fondateur, il occupa le poste suprême du mouvement qu'il venait de fonder. L'hégémonie qu'il exerçait en matière de doctrine et de discipline rendit sa succession problématique, après son décès en 1985 à Lagos (Nigeria).
L'Église du Christianisme Céleste est reconnue et autorisée en 1965 par l'État du Dahomey (ancien nom du Bénin). Elle lance à partir de 1976 une campagne d'évangélisation dans les anciennes colonies de l'Afrique occidentale française (AOF) devenues indépendantes en 1958 et 1960, et au Nigeria, où serait née la mère de Samuel B. J. Oschoffa.
À partir de la fin des années 1990, cette église a affiché sa volonté d'utiliser internet comme un moyen privilégié d'évangélisation permettant aussi aux nombreuses branches de l'église existant au sein de la diaspora africaine (Royaume-Uni, Allemagne, Autriche, France, États-Unis) de garder le contact entre elles ainsi qu'avec le Nigeria, pays où l'église est la plus populaire.

## Présentation

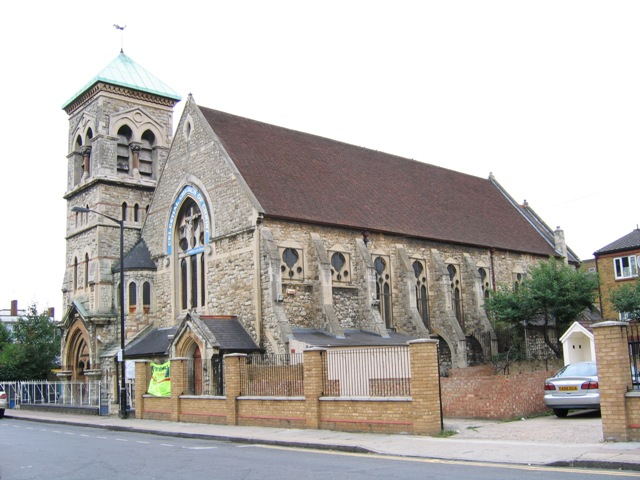
Église à Londres, Glengall Road, dans le district de Southwark (ancienne église anglicane).

L'Église du christianisme céleste est une église dite prophétique, d'obédience chrétienne située dans la tradition des églises aladura (fondées au Nigeria dans les années 1920). Les fidèles portent le nom de Chrétiens célestes. Le nom Christianisme Céleste vient de la vision par laquelle Jésus aurait annoncé que les membres de l'Église l'adoreraient comme le font les anges dans le ciel.
Elle affirme s'inspirer de Dieu par la manifestation du Saint-Esprit au milieu des fidèles. Son enseignement doctrinal est fondé sur la Bible et toute croyance animiste issue des religions traditionnelles africaines en est exclue, comme dans les autres églises de la mouvance Aladura, à ceci près :
«  La manière dont cohabitent l’attachement aux ressources d’une culture divinatoire traditionnelle et la conversion aux vertus du prophétisme des Églises de l’Esprit reste troublante et objectivement ambiguë. (...) Les noms des orisha sont remplacés par l’invocation répétitive des noms saints de Jehovah ou de Jésus-Christ... (...) Les sacrifices aux dieux et les travaux des couvents du Vodu sont relayés par les offrandes de fruits, la flamme des bougies et la fumée de l’encens, l’imposition de l’huile sainte et la purification de l’eau bénite, mais surtout par l’efficacité absolue de la prière. »
L'Église est régie par douze recommandations principales, comprenant plusieurs interdits, notamment alimentaires, communs à d'autres monothéismes :
Le tabac, l'alcool et la consommation de porc sont interdits. Les fidèles doivent se déchausser pour la prière et dans les lieux de culte. Les sexes sont séparés à l'église : les hommes s'asseyent du côté droit et les femmes du côté gauche. Les femmes en période menstruelle et celles qui ont récemment accouché sont dites impures et ne peuvent fréquenter l'Église avant sept jours dans le premier cas et quarante-et-un dans le second cas. Seuls les hommes qui ont reçu l'onction sont autorisés à accéder à l'autel. Les femmes doivent se couvrir la tête dans les lieux de prière et lors du port de la soutane (habits de prière que portent les chrétiens célestes pour symboliser l'égalité entre les fidèles). Ces soutanes sont de couleur blanche, associées à Moïse .
Le port d'habits noirs ou rouges (couleurs « diaboliques ») est déconseillé, sauf pour raisons professionnelles. Pour les prières et les cultes, seules les bougies blanches sont autorisées [réf. souhaitée].

## Architecture
Les temples de l'Église du christianisme céleste font face à l'Est.

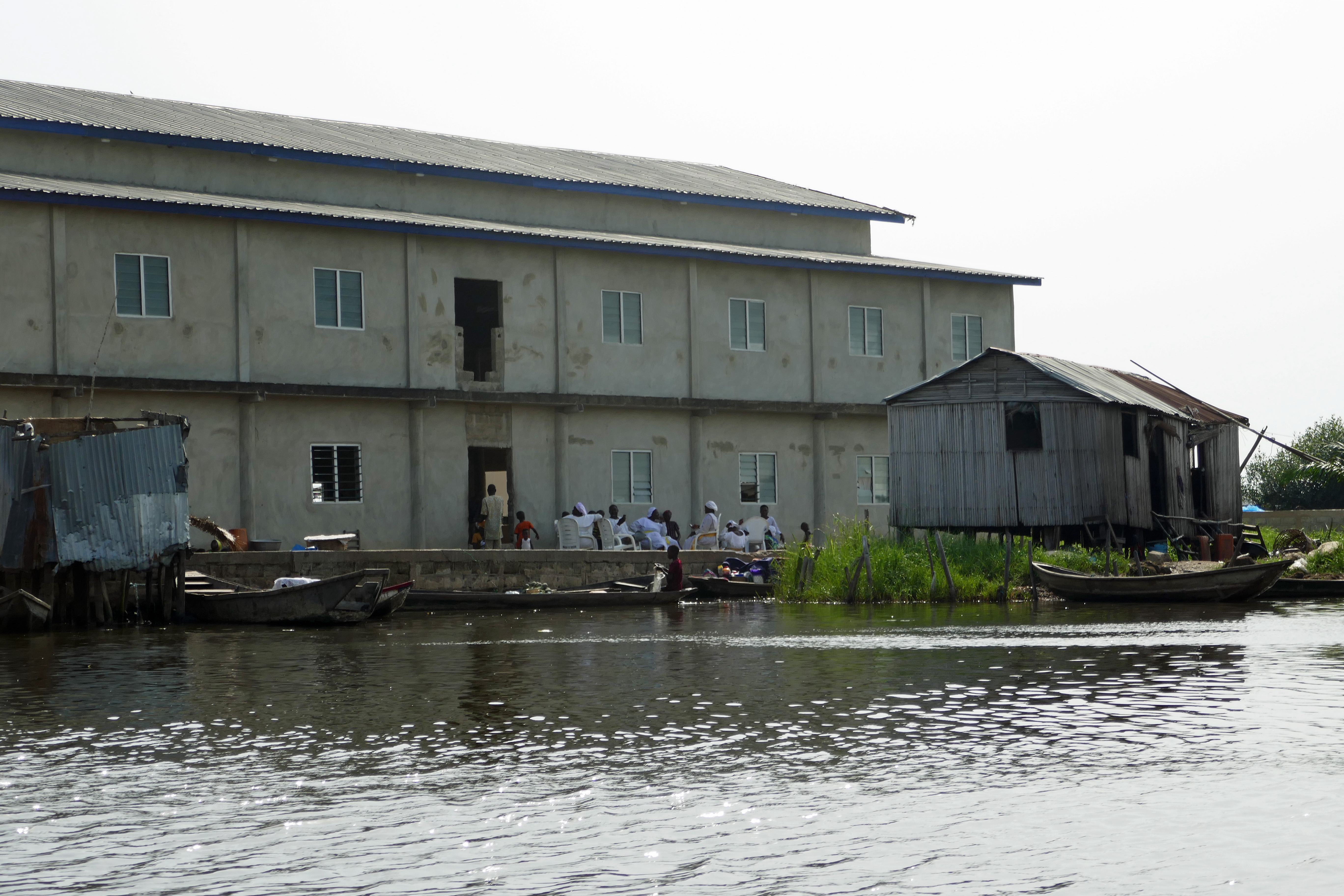
Temple de l'Eglise du Christianisme Céleste dans la cité lacustre de Ganvié au Bénin.

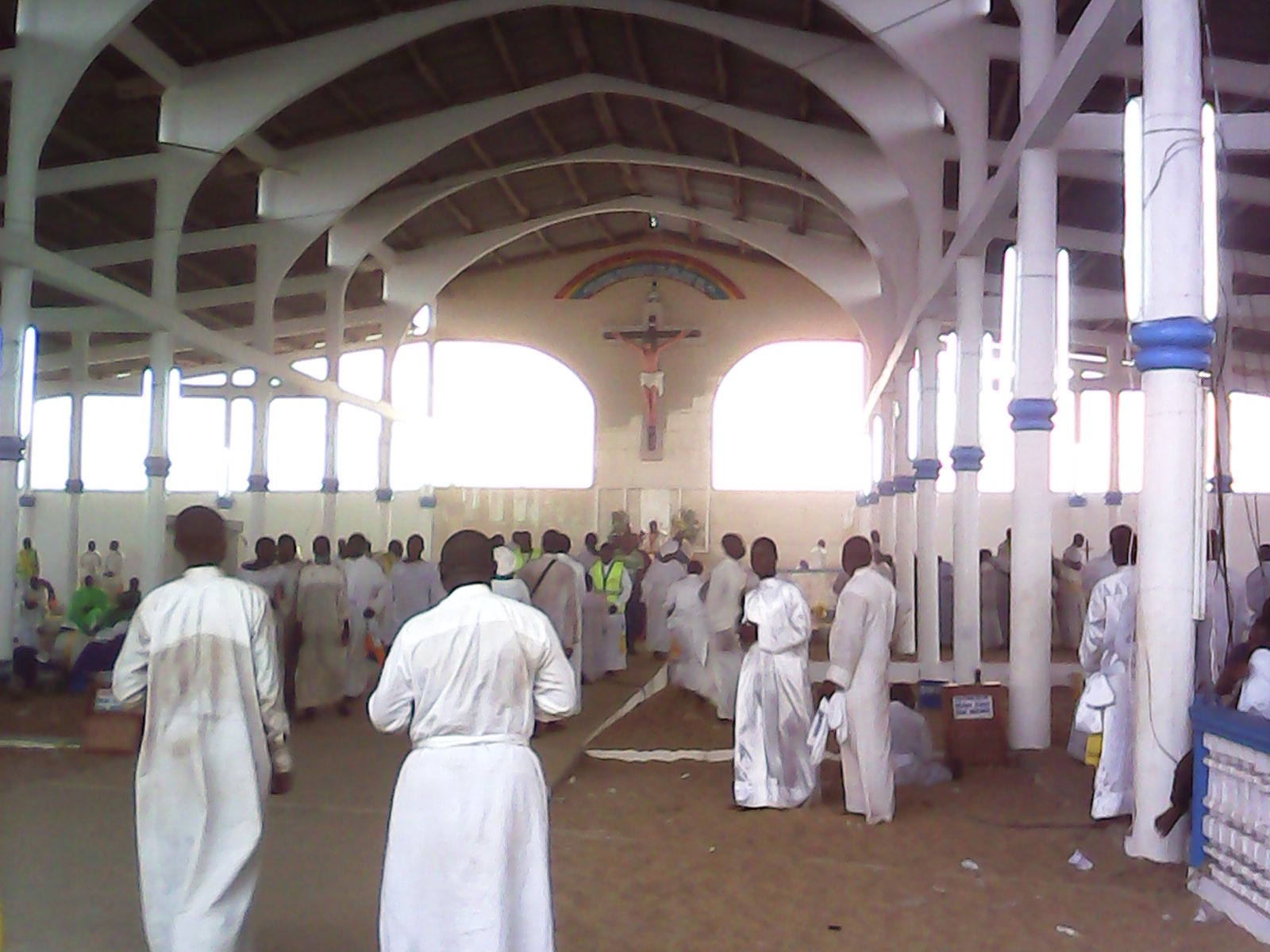
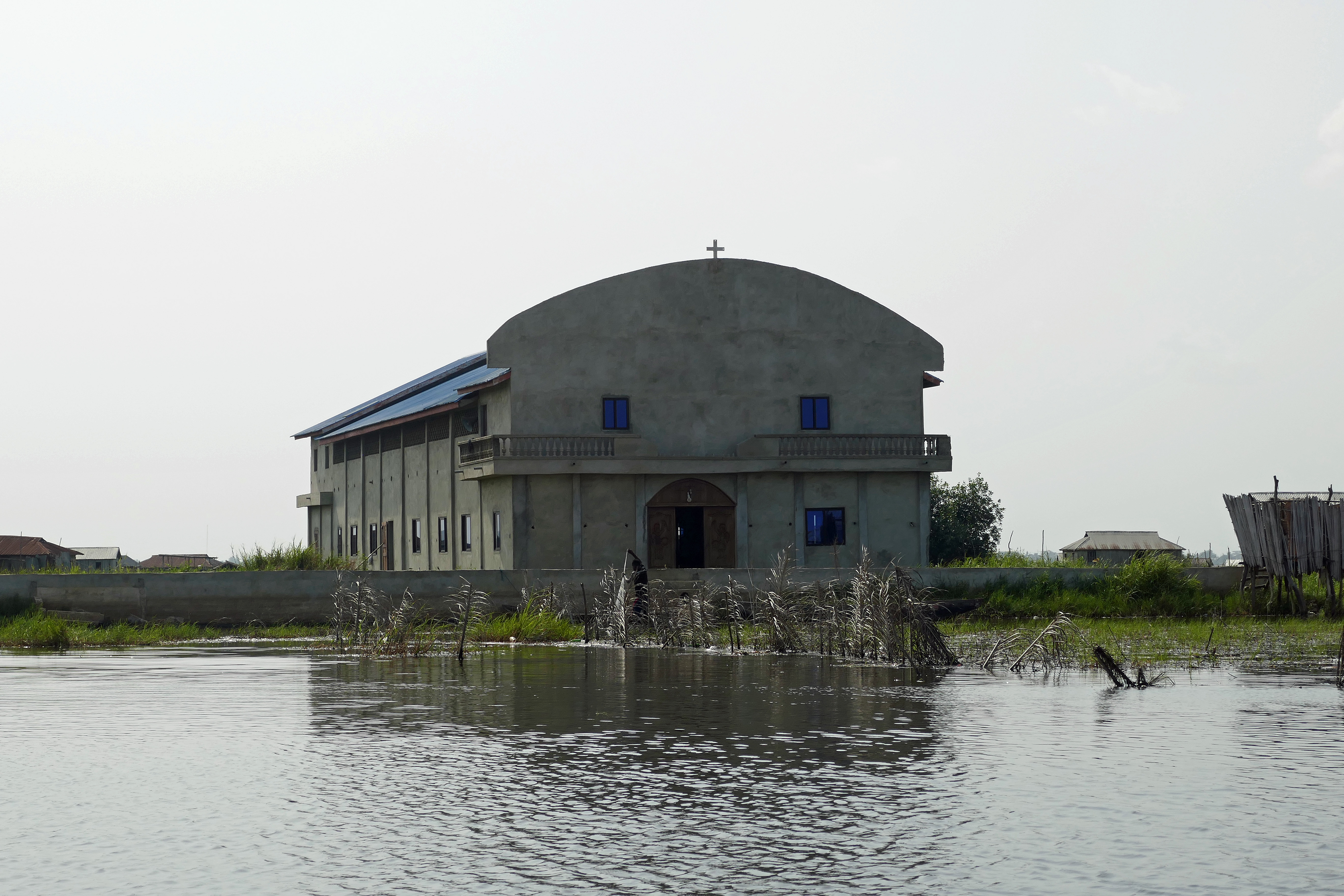
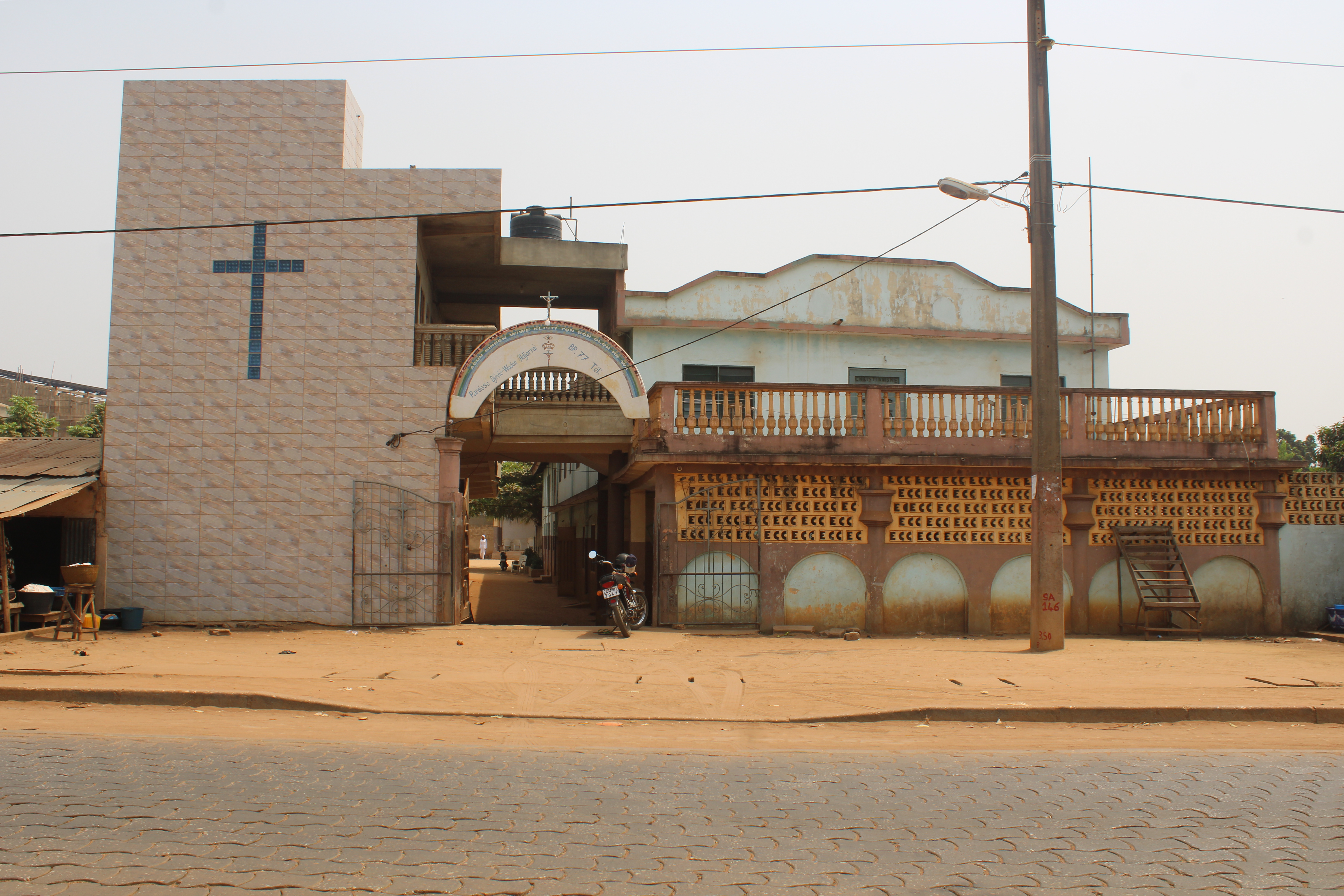